# Procloeon halla
Procloeon halla is een haft uit de familie Baetidae. De wetenschappelijke naam van de soort is voor het eerst geldig gepubliceerd in 1997 door Bae & Park.
De soort komt voor in het Palearctisch gebied.